# Оливери
Оливѐри (на италиански: Oliveri; на сицилиански: Liveri, Ливери) е морско курортно село и община в Южна Италия, провинция Месина, автономен регион и остров Сицилия. Разположено е на брега на Тиренско море. Населението на общината е 2168 души (към 2011 г.).